# Хохлово Барське
Хохлово Барське (рос. Хохлово Барское) — присілок в Гдовському районі Псковської області Російської Федерації.
Населення становить 28 осіб. Входить до складу муніципального утворення Муніципальне утворення Гдов.

## Історія
Від 2005 року входить до складу муніципального утворення Муніципальне утворення Гдов.

## Населення
| 2001 | 2002 | 2010 |
| ---- | ---- | ---- |
| 13   | ↗44  | ↘28  |